# Chazelles-sur-Lyon
Chazelles-sur-Lyon este o comună în departamentul Loire din sud-estul Franței. În 2009 avea o populație de 5.097 de locuitori.

## Evoluția populației
| An        | 1975  | 1982  | 1990  | 1999  | 2006  | 2009  |
| --------- | ----- | ----- | ----- | ----- | ----- | ----- |
| Populație | 5.360 | 5.021 | 4.895 | 4.801 | 5.041 | 5.097 |